# No Reason to Cry
No Reason to Cry — четвёртый студийный альбом Эрика Клэптона, выпущенный 27 августа 1976 лейблом Polydor. Альбом записан с участием канадско-американской группы The Band и Боба Дилана.
No Reason to Cry достиг позиции № 8 в британских чартах и стал «серебряным». В 1990 году переиздан в формате CD с добавлением одного бонус-трека.

## Запись
Альбом был записан на студии The Band Shangri-la Studios в марте 1976 года, в процессе записи в него внесли свой вклад все пять участников The Band. А Рик Данко исполнил дуэтом с Клэптоном композицию «All Our Past Times», которую они написали сообща. Ещё один дуэт с Клэптоном на пластинке составил Боб Дилан в его ранее неизданной песне «Sign Language». В буклете бокс-сета Дилана The Bootleg Series Volumes 1—3 (Rare & Unreleased) 1961—1991 сохранилось описание его участия в этом альбоме: «Первое время после своего появления Дилан просто тусовался, живя в палатке в конце сада. Он пробирался в студию, чтобы посмотреть. А затем он предложил Клэптону свою новую незаписанную песню „Seven Days“. Клэптон от неё отказался, но (ещё один участник процесса) Рон Вуд принял это предложение и выпустил её на своем третьем сольном альбоме Gimme Some Neck». Песню «Innocent Times» исполнила Марси Леви, также её голос можно услышать в «Hungry». В бонус-треке «Last Night», добавленном в переиздание на компакт-диске, Клэптон разделил вокальные партии с клавишником The Band Ричардом Мануэлем.

## Коммерческие показатели
No Reason to Cry — один из самых успешных в мире альбомов Клэптона 1970-х годов. Релиз вошёл в Топ-30 в семи национальных чартах музыкальных альбомов, попав в десятку лучших в Великобритании (достигнув 8-го места) и в Нидерландах, где он занял 9-е место. В рейтингах Норвегии, Новой Зеландии и Швеции он достиг 13-го, 18-го и 24-го места соответственно. Дольше всего в чартах диск провёл в Соединённых Штатах Америки, где смог продержаться более четырёх месяцев кряду, достигнув своего пика на 15-й позиции.
В Соединённом Королевстве альбом получил от Британской ассоциации производителей фонограмм серебряную сертификацию.

## Список композиций
| №  | Название             | Автор(ы)                  | Длительность |
| -- | -------------------- | ------------------------- | ------------ |
| 1. | «Beautiful Thing»    | Рик Данко, Ричард Мануэль | 4:26         |
| 2. | «Carnival»           | Эрик Клэптон              | 3:44         |
| 3. | «Sign Language»      | Боб Дилан                 | 2:58         |
| 4. | «County Jail Blues»  | Альфред Филдс             | 4:00         |
| 5. | «All Our Past Times» | Клэптон, Данко            | 4:40         |

| №  | Название            | Автор(ы)                | Длительность |
| -- | ------------------- | ----------------------- | ------------ |
| 1. | «Hello Old Friend»  | Клэптон                 | 3:36         |
| 2. | «Double Trouble»    | Отис Раш                | 4:23         |
| 3. | «Innocent Times»    | Клэптон, Марси Леви     | 4:11         |
| 4. | «Hungry»            | Марси Леви, Дикки Симмс | 4:39         |
| 5. | «Black Summer Rain» | Клэптон                 | 4:55         |

| №  | Название     | Автор(ы)     | Длительность |
| -- | ------------ | ------------ | ------------ |
| 1. | «Last Night» | Литтл Уолтер | 4:51         |

## Участники записи
Согласно тексту на обложке альбома, в записи принимали участие:

| - Боб Дилан - Рон Вуд - Рик Данко - Ричард Мануэль - Робби Робертсон - Джорджи Фэйм - Эд Андерсон - Эгги - Брэйнс Брэдли - Джесси Эд Дэвис - Терри Данко - Боб Эллис - Конни - Конрад Крамер | - Ивонн Эллиман - Джеффри Харрисон - Левон Хелм - Гарт Хадсон - Марси Леви - Нелло - Джейми Олдакер - Альби Галутен - Дик Симмс - Нэт Джеффри - Ральф Мосс - Дик Ла Палм - Дред Ливер - Билли Престон | - Крис Джаггер - Карл Рэйдл - Серхио Пастора Родригес - Уилтон Спирс - Доминик Люметта - Сэнди Кастл - Джордж Терри - Роб Фрабони - Ларри Сэмюэлс - Мик Тёрнер - Вах Вах Уотсон - Пит и все в Шангри-Ла |

## Позиции в хит-парадах и сертификации
| Год       | Хит-парад                           | Высшая позиция | Пребывание в чарте |
| --------- | ----------------------------------- | -------------- | ------------------ |
| 1976—1977 | Австралия (Kent Music Report)       | 15             | нет данных         |
| 1976—1977 | Великобритания (UK Albums Chart)    | 8              | 7 недель           |
| 1976—1977 | Дания (Hitlisten)                   | 3              | нет данных         |
| 1976—1977 | Канада (RPM 100 Albums)             | 25             | 16 недель          |
| 1976—1977 | Нидерланды (Album Top 100)          | 9              | 6 недель           |
| 1976—1977 | Новая Зеландия (RMNZ)               | 18             | 9 недель           |
| 1976—1977 | Норвегия (VG-lista)                 | 13             | 4 недели           |
| 1976—1977 | США (Billboard Top LP’s & Tape)     | 15             | 21 неделя          |
| 1976—1977 | Финляндия (Suomen virallinen lista) | 23             | 7 недель           |
| 1976—1977 | Швеция (Sverigetopplistan)          | 24             | 3 недели           |
| 1976—1977 | Япония (Oricon)                     | 11             | нет данных         |

| Хит-парад (1976)              | Позиция |
| ----------------------------- | ------- |
| Австралия (Kent Music Report) | 98      |
| Япония (Oricon)               | 76      |

| Регион                                                      | Сертификация | Продажи |
| ----------------------------------------------------------- | ------------ | ------- |
| Австралия (ARIA)                                            | Золотой      | 20 000^ |
| Великобритания (BPI)                                        | Серебряный   | 60 000^ |
| США                                                         | —            | 350 000 |
| Япония                                                      | —            | 35 000  |
| ^ Данные о тиражах приведены только на основе сертификации. |              |         |